# Rubedo (alchimie)

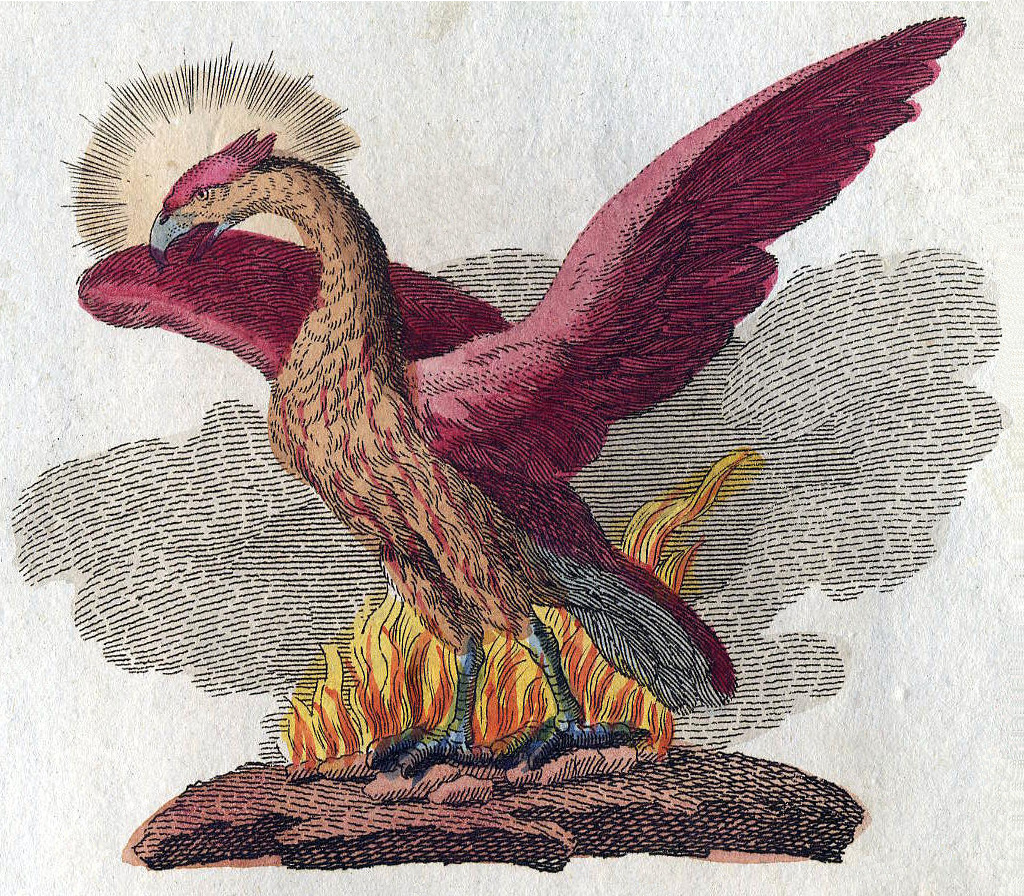
Le phénix, symbole du rubedo ou « Phase Rouge » pour sa capacité à renaître de ses cendres, rejoignant le début et la fin de chaque cycle.

Le terme latin rubedo, que l'on peut traduire par  « rougissement », désigne en alchimie la dernière phase du Grand œuvre, celle « al Rosso », après le nigredo et l' albédo : c'est l'achèvement définitif des transmutations chimiques, qui culmine avec la fabrication de la pierre philosophale et la conversion des métaux de base en or. Si le nigredo consiste en la putréfaction et l' albédo en la distillation, le rubedo se produit par la sublimation sous l'effet du feu, c'est-à-dire de l'Esprit. Il est symbolisé par le phénix, ou par un pélican, un œuf cosmique, une rose rouge ou un roi couronné.

## Caractéristiques
Le rouge étant considéré par les alchimistes comme la couleur intermédiaire entre le blanc et le noir, entre la lumière et les ténèbres, le rubedo représente donc la réunion des contraires, la fermeture du cercle, l'union de l'esprit et de la matière, du masculin et du féminin, ou du soleil et de la lune, finalement l'androgynie ou rebis ; après la transmutation du plomb en argent, il marque la transition définitive vers l'or.
De même, comme le nigredo correspond aux corps subtils de l'alchimiste, et l' albédo à son âme, le rubedo identifie son esprit, le plus élevé des trois organes constitutifs de l'être humain.

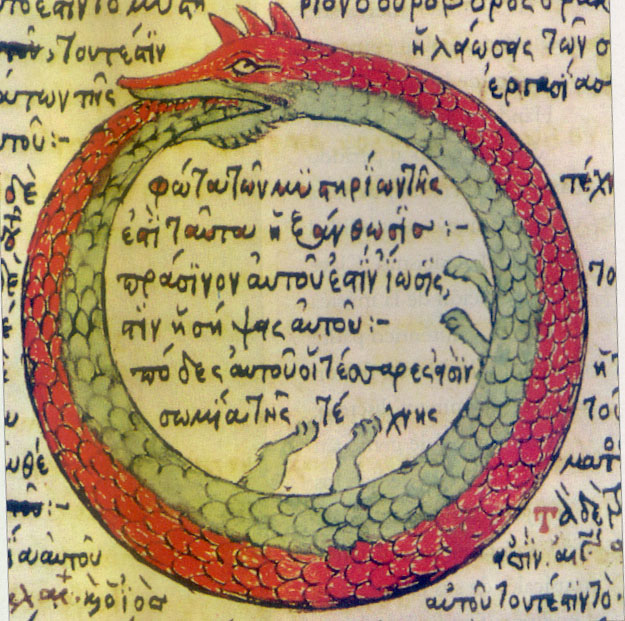
Le serpent Ouroboros en train de se mordre la queue représente le cycle alchimique aboutissant au rubedo.

À un tel stade de développement, la tâche finale de l'alchimiste est non seulement de s'élever au-dessus de la matière, mais de la rejoindre et de la racheter, après l'avoir rendue féconde et nettoyée des aspects grossiers ; c'est-à-dire que son âme, après s'être libérée de la corporéité, doit mourir à son tour pour laisser place à la descente de l'Esprit, réalisant la fusion du moi avec le monde, comme elle était au début de l'Œuvre mais non plus inconsciemment, mais à un niveau de conscience plus élevé et à la suite de son Libre arbitre. L'ego en vient à se faire instrument de Dieu en prenant conscience de ne faire qu'un avec le monde, qui se reflète en lui : le microcosme est devenu macrocosme. Dans l'alchimie chrétienne, la couleur rouge équivaut à la Pentecôte, c'est-à-dire à la descente du Saint-Esprit sur terre sous forme de langues de feu.
Au niveau planétaire, le rubedo peut être associé au soleil, symbole du feu et de l'Esprit, astre considéré comme le souverain de l'or, et dans lequel la Terre serait destinée à se réunir dans le futur à la fin de son évolution. La signification du rouge fait plutôt référence au sang, à la vie, à la fertilité et au sacrifice ; il symbolise le soufre (alchimie) qui rejoint le mercure en l'infusant de sa propre teinture, terme alchimique qui ne consiste pas seulement à « peindre » mais proprement à « transmuter ».
Le rouge est aussi l'attribut des plus hauts degrés de la Franc-maçonnerie, tout comme il est la couleur de la tapisserie des loges maçonniques où se fondent ses rituels. La diffusion du rouge se retrouve dans sa présence dans de nombreux drapeaux nationaux. Goethe, par exemple, considère le rouge comme la couleur par excellence, une synthèse des contraires, qui « contient, en réalité ou en puissance, toutes les autres couleurs », capable de « donner une impression de gravité et de dignité aussi bien que de clémence et de grâce ».
Dans la Divine Comédie, le rubedo correspond à l'entrée de Dante et de Béatrice au Paradis , tandis que dans le cadre de la théorie des humeurs, le rubedo est attribué au tempérament sanguin ou jovial.

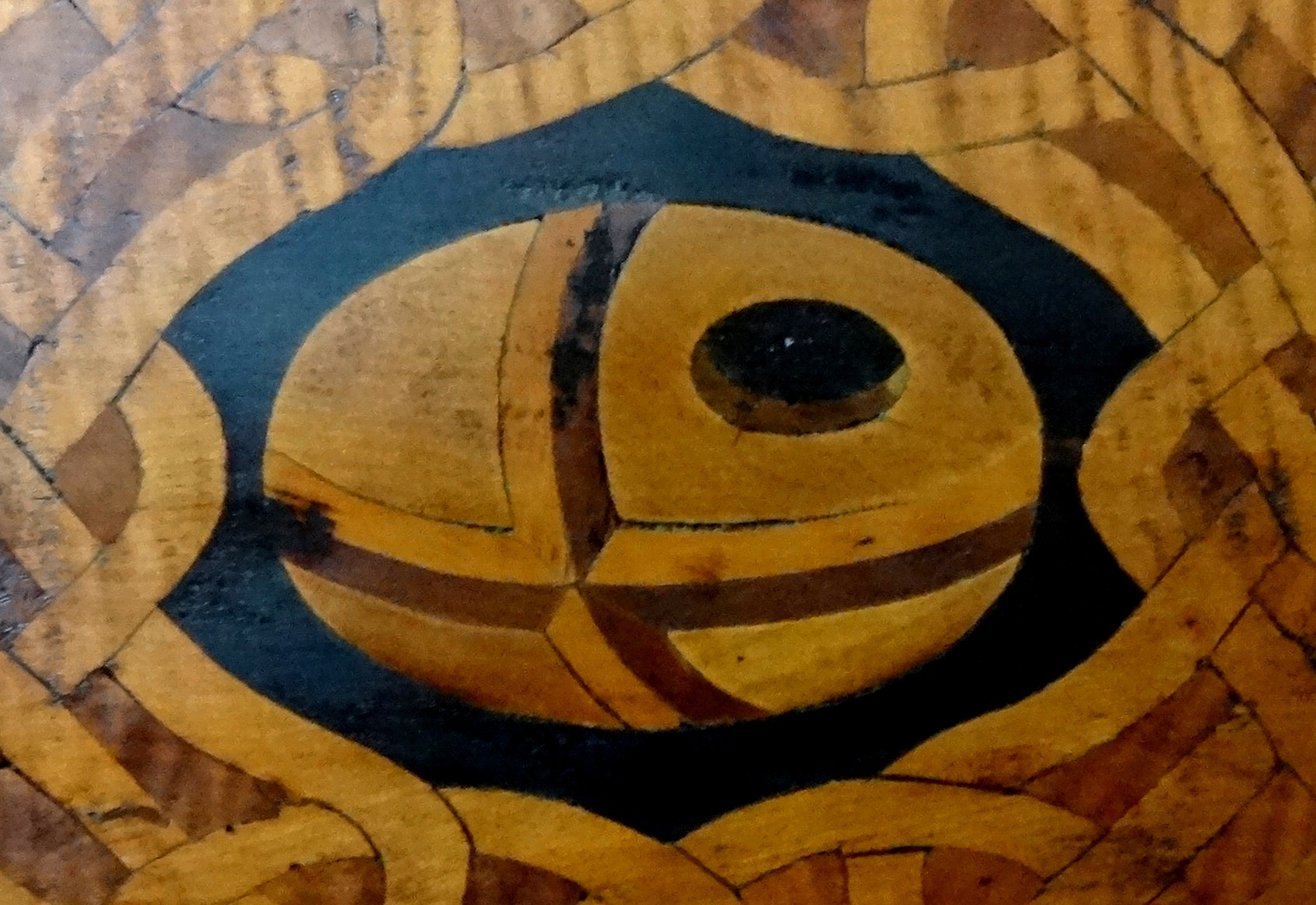
L'aboutissement du Grand Œuvre assimilé à un œuf, synonyme de plénitude.
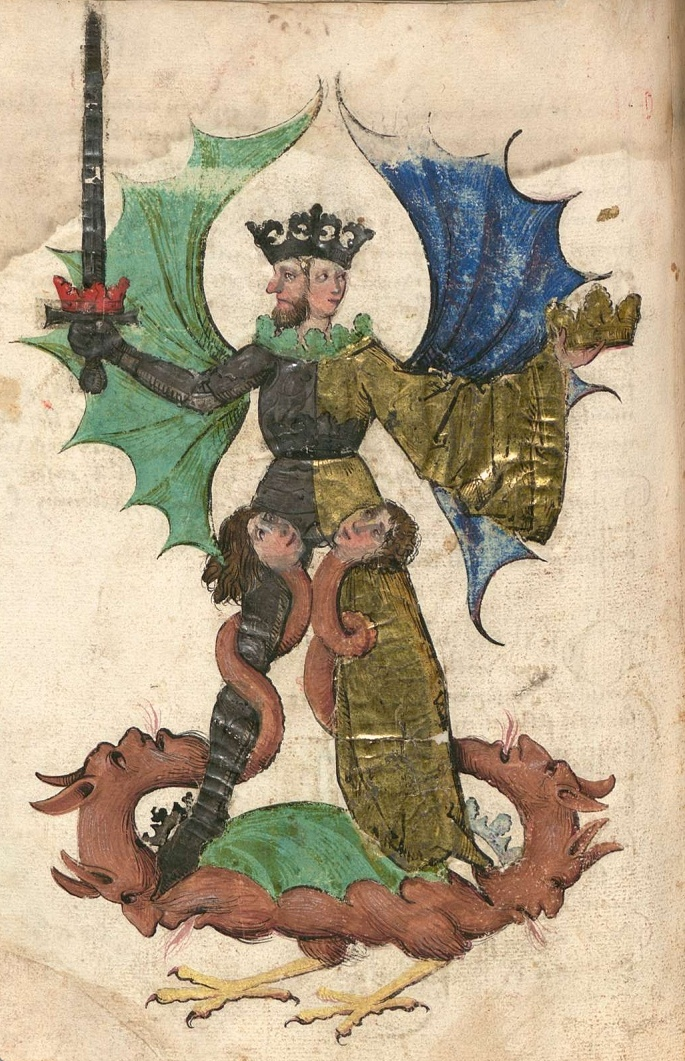
Androgyne symbolisant le rebis ou l'union des contraires réalisée par le rubedo.
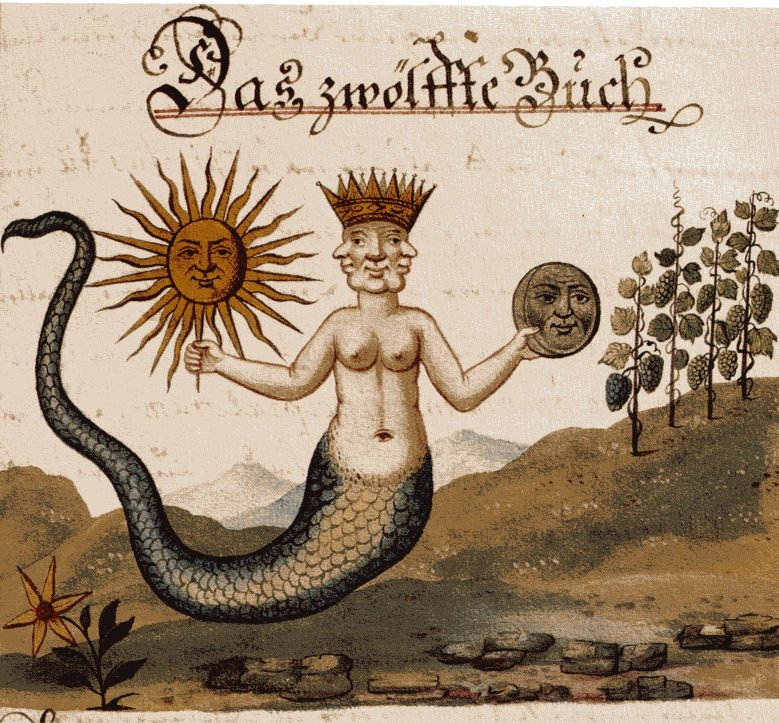
Hiérogamie du Soleil et de la Lune par le Serpent Mercurial, Clavis Artis (1738).
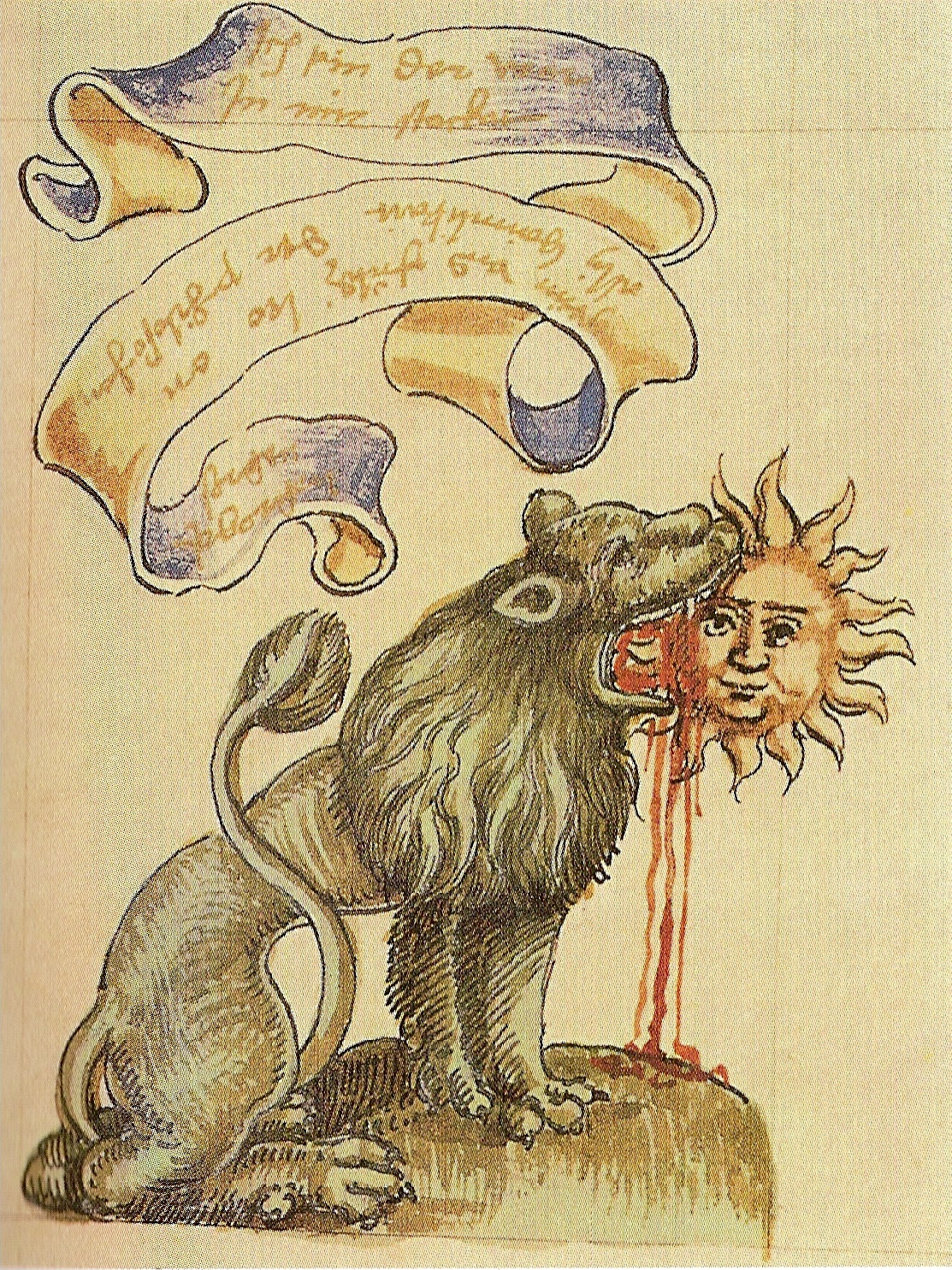
Le Lion consommant le Soleil représente la « mort rouge » de la dernière phase alchimique.

## Analogies dans le champ psychanalytique

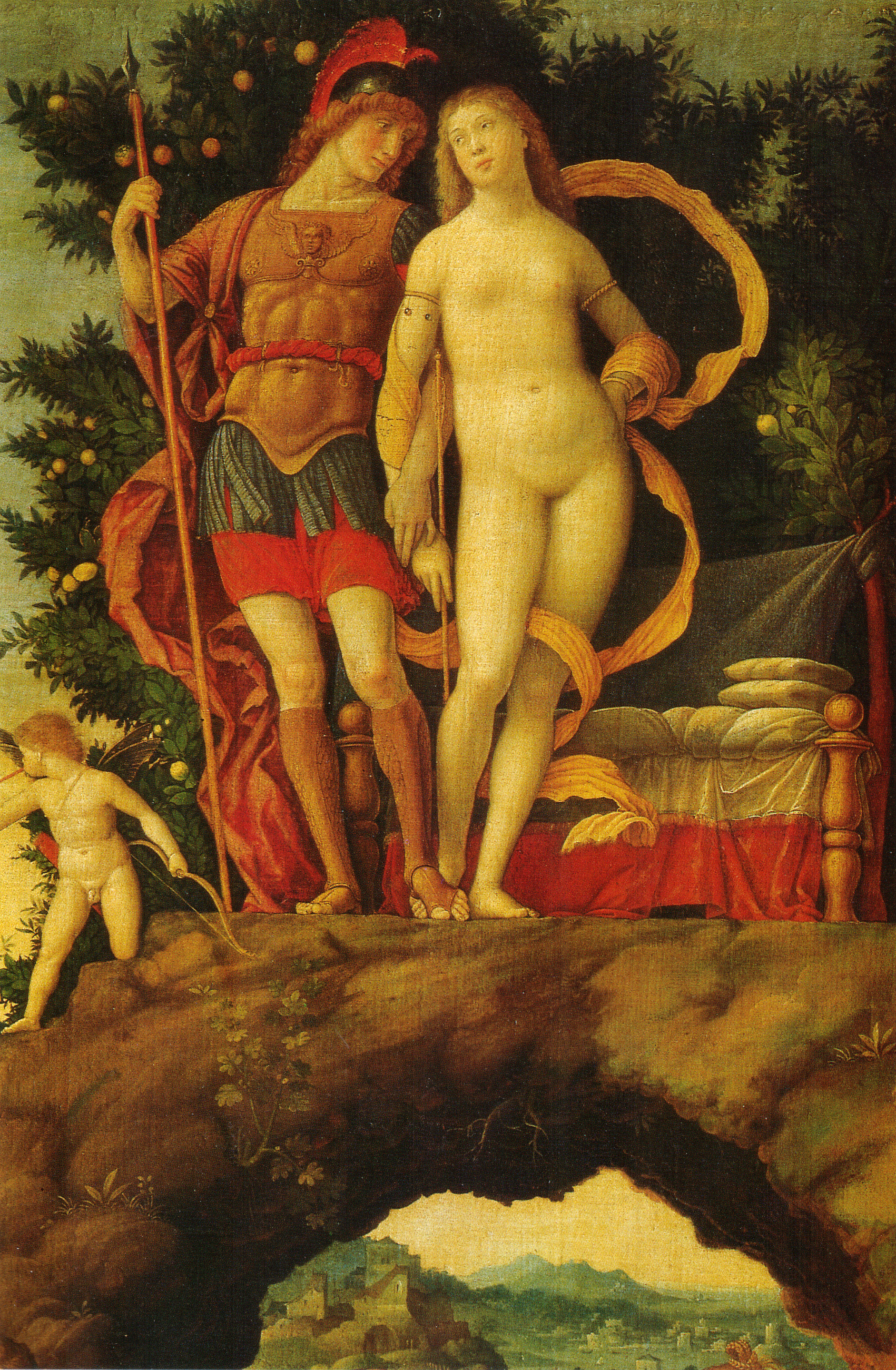
Mars et Vénus (détail du Parnasse d'Andrea Mantegna), expression de l'union alchimique des contraires, masculin et féminin.

Dans le cadre de la psychologie analytique développée par Jung, le rubedo représente l'archétype du moi conquis au plus fort du processus d'individuation, lorsque la fusion entre l'ego et le moi s'opère, symbolisé par un homme rouge et une femme blanche. C'est l'union des contraires, le point où la personne non seulement se réapproprie le matériel inconscient qui avait été trompeusement projeté à l'extérieur, mais le réélabore consciemment à un niveau supérieur en s'ouvrant à l'amour. Il en vient ainsi à découvrir sa vraie nature, recevant la manifestation de l'ego dans son intégralité.